# American Political Science Review
American Political Science Review este o revistă academică trimestrială peer-review, acoperind toate domeniile științelor politice. Este un jurnal oficial al Asociației Americane de Științe Politice (American Political Science Association) și este publicat în numele ei de Cambridge University Press. Revista a fost înființată în 1906. Actualul redactor-șef este Thomas König (Universitatea din Mannheim).

## Rezumare și indexare
Revista este rezumată și indexată în Social Sciences Citation Index, Current Contents / Social & Behavioral Sciences, International Bibliography of Periodical Literature și International Bibliography of Book Reviews of Scholarly Literature and Social Sciences. Potrivit Journal Citation Reports, revista avea în 2016 un factor de impact de 3.316, clasându-se pe locul 5 din 165 de reviste în categoria „științe politice”.

## Legături externe
- Site web oficial